# Estany Grenui
L'Estany Grenui o Estany de Grenui és un llac d'origen glacial que es troba a 2.450 m d'altitud, situat al circ glacial de Cogomella a la capçalera de la vall Fosca, al Pallars Jussà, al nord-oest del poble de Cabdella, en el terme municipal de la Torre de Cabdella. És part de l'àrea perifèrica del Parc Nacional d'Aigüestortes i Estany de Sant Maurici.
La seva conca està formada a ponent pels contraforts del nord-oest del Pic Saladoi els occidentals de la Serra Tancada. Rep les aigües de la muntanya i d'un estanyet petit situat al seu nord-oest i les aboca en dos estanys: l'Estany Morera, al sud-est, i l'Estany de Reguera, al nord-oest.
Pertany al grup de llacs d'origen glacial de la capçalera nord-oriental del riu de Riqüerna, a través del barranc de Francí, al voltant del Pic Salado.
En les obres de construcció de la central hidroelèctrica de Capdella l'empresa Energia Elèctrica de Catalunya va fer una presa d'aigua a l'estany per ampliar la seva capacitat original.